# Monte Aroania
Il monte Aroania (Αροάνια), noto anche come Chelmos (Χελμός, dallo slavo meridionale chlmo, sommità), è una catena montuosa dell'Acaia nel Peloponneso in Grecia. 
Ha un'altezza massima di 2 355 m. s.l.m. ed è il terzo picco più elevato del Peloponneso, dopo il Taigeto e il monte Cillene, e il più elevato dell'Acaia. La più grande città vicina alla montagna è Kalavryta. La municipalità di Aroania ha preso il nome dalla montagna.

## Geografia

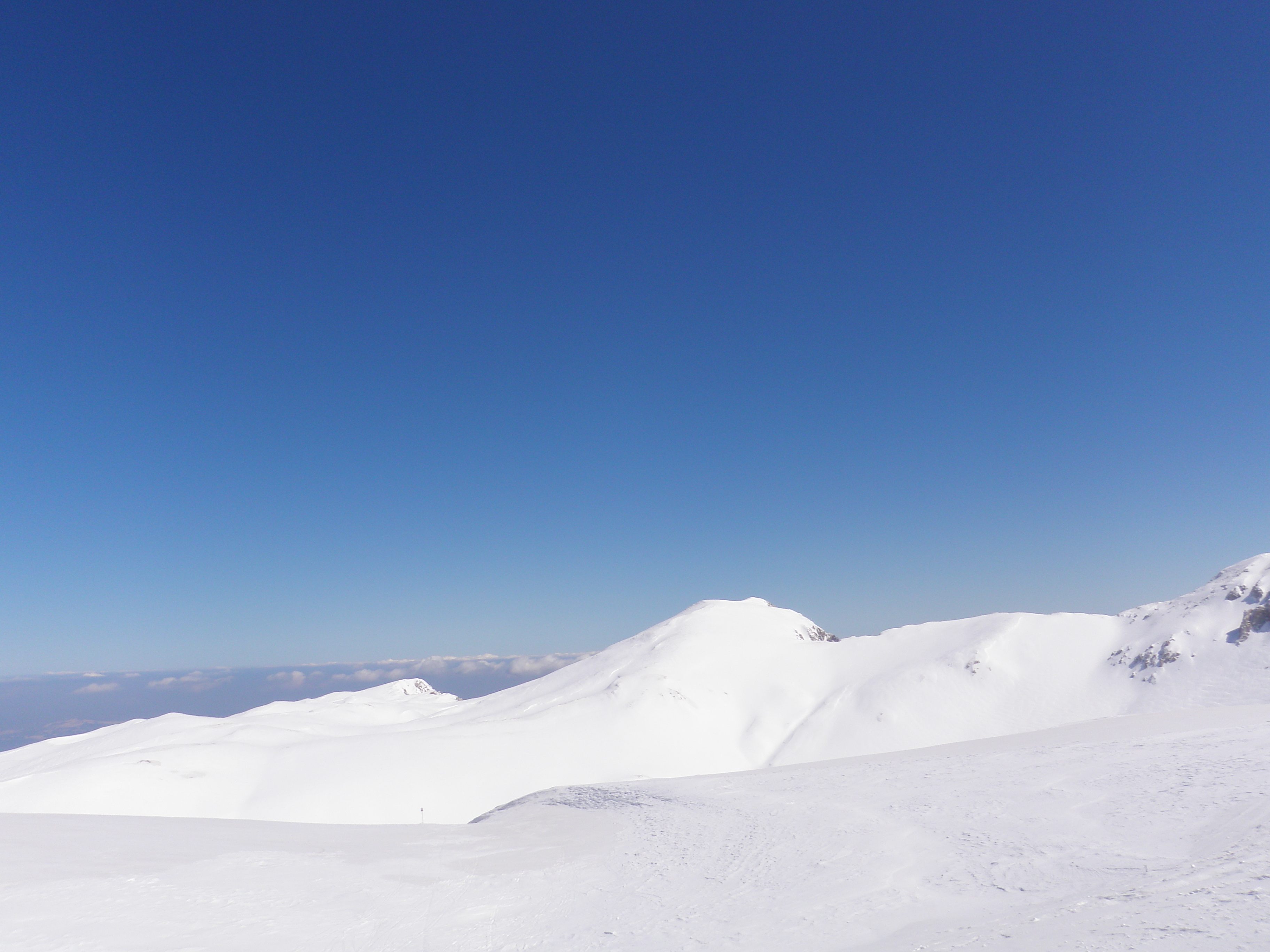
La vetta innevata.

Il monte Aroania è situato nel sud dell'Acaia, vicino al confine con la Corinzia. Il leggermente più elevato monte Cillene si trova a circa 15 km ad est, separato dall'Aroania dalla valle del fiume Olvio. Il monte Erimanto si trova a circa 30 km a ovest, attraverso la valle del fiume Vouraikos. I fiumi Krios, Krathis e Vouraikos drenano la montagna verso il Golfo di Corinto a nord. Il fiume Aroania drena la montagna verso sud-ovest sfociando nel Mar Ionio.

## Flora e fauna
La zona tra 800 e 1 800 m. è coperta da una foresta di pini. Le zone più alte sono costituite da prati e roccia sterile. L'Aroania è ricco di specie di farfalle, compresa la Chelmos blue (Agrodiaetus iphigenia) che si trova tra i 1 100 e 1 800 m.